# Trichomanes alchemillifolium
Trichomanes alchemillifolium là một loài dương xỉ trong họ Hymenophyllaceae. Loài này được Telfair, Wall. mô tả khoa học đầu tiên năm 1829.
Danh pháp khoa học của loài này chưa được làm sáng tỏ. 